# Someday My Prince Will Come
"Someday My Prince Will Come" (lit. Algun dia el meu príncep vindrà) és una cançó de la pel·lícula d'animació de 1937 de Walt Disney La Blancaneus i els set nans. Va ser escrita per Larry Morey (lletra) i Frank Churchill (música), i interpretada per Adriana Caselotti (la veu de la Blancaneus a la pel·lícula). També va aparèixer a l'adaptació escènica de 1979 de la pel·lícula musical d'animació de 1937. A 100 anys... 100 cançons d'AFI, es va classificar com la 19a millor cançó de cinema de tots els temps.

## Producció

### Concepció
Adriana Caselotti va ser elegida per a la pel·lícula de 1937 La Blancaneus i els set nans després d'interrompre una conversa telefònica que el seu pare, un entrenador de veu, estava mantenint al telèfon amb un buscador de talents. L'escolta estava fent el càsting de la propera pel·lícula i va assenyalar que un candidat anterior havia sonat com un jove de 30 anys, així que el van deixar anar; Caselotti va agafar l'extensió i es va oferir. Només amb 18 anys aleshores, Disney va pensar que sonava com una noia de 14 anys, que és el que ell volia, i li va oferir el paper. Va treballar a la pel·lícula per una quota nominal durant tres anys mentre la pel·lícula estava en producció.

### Composició
Mentrestant, Frank Churchill va ser escollit com a compositor de la pel·lícula, a qui Walt Disney va ordenar que escrivís alguna cosa "curiosa" per "atraure més que les coses calentes". La cançó veu Caselotti actuar amb "notes de punta penetrants" i "vibrato blando". L'estructura d'acords que sustenta la melodia té una qualitat atípica, que la va portar a popularitzar-se en els cercles del jazz. Soci de Disney durant molt de temps, després de sentir que el seu treball a Bambi era monòton i poc interessant, va morir al piano d'una ferida de bala el 1942. La cançó es toca normalment en la tonalitat de si bemoll major.

### Context
Aquesta cançó apareix per primera vegada a les 57:40 de la pel·lícula, quan la princesa Blancaneus canta una cançó abans d'anar a dormir sobre com el príncep que va conèixer al castell algun dia tornarà a buscar-la. Més endavant a la pel·lícula, Blancaneus canta una repetició mentre fa un pastís i s'escolta una versió més formal amb un cor quan el príncep i la Blancaneus marxen cap al seu castell al final de la pel·lícula.

## Publicació

### Conseqüències
Després de l'estrena de la pel·lícula, la cançó es va fer popular fora del context de la narrativa com a estàndard de jazz. La primera actuació va ser dins del camp de concentració de Theresienstadt l'any 1943, interpretada per la banda coneguda com els Ghetto Swingers. Després de la Segona Guerra Mundial, va ser interpretada per músics de jazz com Dave Brubeck, que la va incloure al seu àlbum de 1957 Dave Digs Disney. Un altre enregistrament popular va ser de Miles Davis l'any 1961, que va batejar el seu àlbum amb la cançó.

### Recepció crítica
El Financial Times va escriure que la cançó "expressava la temptadora promesa d'amor i educació".

### Llegat
L'American Film Institute va classificar aquesta cançó al número 19 de la seva llista de les 100 millors cançons de la història del cinema. Després de "When You Wish Upon A Star" de Pinotxo al número 7, aquesta és la segona cançó millor classificada d'una pel·lícula de Disney de quatre, i les altres dues són "La Bella i la Bèstia" de La Bella i la Bèstia al núm. 62 i "Hakuna Matata" de El rei lleó al número 99. La cançó va ser cantada breument a la sitcom All in the Family de 1971 d'Edith Bunker a l'episodi "Archie's Weighty Problem".

## Selecció de versions

### Versions de jazz
- Dave Brubeck - Dave Digs Disney (1957)[2]
- Bill Evans – Portrait in Jazz (1960)[2]
- Miles Davis – Someday My Prince Will Come (1961)[2]
- Oscar Peterson i Milt Jackson – Reunion Blues (1971)[2]
- Herbie Hancock - El piano (1978)[2]
- Chick Corea - Akoustic Band (1989)
- Enrico Pieranunzi – Live in Paris (2001)[2]
- Keith Jarrett - Up for It (2002)[2]
- Stanley Clarke - Jazz in the Garden[3] (2009)
- Melody Gardot - Bye Bye Blackbird EP (2009)

### Versions pop
- Barbra Streisand - Snow White and the Seven Dwarfs: Platinum Edition DVD/VHS (2001)
- Ayumi Hamasaki – (2002) Mai a la venda,[4] la cançó va ser utilitzada per Disney en un vídeo promocional per a la reestrena de La Blancaneus i els set nans al Japó.[5]
- Anastacia - Disneymania (2002)
- Ashley Tisdale i Drew Seeley - Disneymania 4 (2006)
- The Cheetah Girls - Disneymania 6 (2008)
- Tiffany Thornton - Blancaneus i els set nans: edició diamant DVD/Blu-ray (2009)
- Patricia Paay - Patricia Zingt (1966)